# Хуан Карлос Сальвіні
Хуан Карлос Сальвіні (ісп. Juan Carlos Salvini) — аргентинський футболіст, що грав на позиції нападника за «Уракан» та «Расінг» (Авельянеда), а також національну збірну Аргентини, у складі якої — чемпіон Південної Америки 1946 року.

## Клубна кар'єра
У дорослому футболі дебютував 1940 року виступами за команду «Уракан», в якій протягом наступних восьми сезонів взяв участь у 128 матчах чемпіонату, маючи середню результативність на рівні 0,45 гола за гру першості.
1948 року перейшов до «Расінга» (Авельянеда), в якому провів останні три сезони своєї кар'єри. У двох останніх з них ставав чемпіоном Аргентини.

## Виступи за збірну
1945 року дебютував в офіційних матчах у складі національної збірної Аргентини.
Наступного року був учасником домашнього для аргентинців чемпіонату Південної Америки 1946, здобувши титул континентального чемпіона. На турнірі взяв участь у двох матчах. У грі проти збірної Болівії, що завершилася перемогою Аргенитни з рахунком 7:1, став автором двох голів своєї команди.
Загалом протягом дворічної кар'єри у національній команді провів у її формі 8 матчів, забивши 2 голи.

## Титули і досягнення
- Переможець чемпіонату Південної Америки (1):

Аргентина: 1946
- Чемпіон Аргентини (2):

«Расінг» (Авельянеда): 1949, 1950